# Mannlicher M1893
Mannlicher M1893 був прототипом самозарядної гвинтівки під патрон 8×50 мм.
Mannlicher M1893 — це напівавтоматична гвинтівка під патрон 8×50 мм. У ній використовується гвинт із затримкою зворотного удару, коли болт має фіксуючі виступи під кутом 70°, які повинні подолати четвертий поворот, який затримує дію, поки тиск газу не впаде до безпечного рівня для викидання. Затвор зводить ударник при відкритті (а-ля Маузер) і стріляє із закритого положення. При пострілі спусковий гачок тягне за собою важіль, з'єднаний з шептало для пострілу зброї. Журнал подається з стриппером і вміщує 5 патронів.